# Deborah Birx
Deborah Leah Birx (née le 4 avril 1956) est une médecin et une diplomate américaine. Depuis mars 2020, elle est coordinatrice pour le groupe de travail sur le coronavirus de la Maison-Blanche.  
Depuis 2014, Birx est coordinatrice mondiale du sida aux États-Unis. Elle est responsable du programme présidentiel de secours d’urgence contre le VIH/SIDA (PEPFAR) dans 65 pays soutenant des programmes de traitement et de prévention du VIH/SIDA.  

## Jeunesse et éducation
Deborah Birx est née en Pennsylvanie. Son père, Donald Birx, est mathématicien et ingénieur électronique. Sa mère, Adele Sparks Birx, est infirmière enseignante,,.  
Elle étudie au Lampeter-Strasburg High School et est ensuite diplômée du Carlisle High School, en Pennsylvanie, au début des années 1970.  
Elle se spécialise en chimie au Houghton College en 1976, avant d’obtenir son diplôme de médecine à la Hershey School of Medecine à l'Université d'État de Pennsylvanie. En 1980, elle commence à travailler au Walter Reed Army Medical Center ainsi qu’aux National Institutes of Health. Elle se charge alors de la médecine interne et de l’immunologie fondamentale et clinique.  

## Carrière

### Carrière militaire
Birx sert comme médecin dans l'armée américaine, s'élevant jusqu’au rang de colonel. Elle a commencé sa carrière en tant que clinicienne en immunologie, en se concentrant sur la recherche d'un vaccin contre le sida. De 1985 à 1989, elle est cheffe adjointe du service d'immunologie hospitalière au sein du département d'allergie et d'immunologie clinique du Walter Reed Army Medical Center. En 1986, Birx co-écrit un article avec le virologiste Robert R. Redfield sur la régulation défectueuse de l'infection par le virus Epstein-Barr chez les patients atteints du sida et de troubles connexes, publié dans le New England Journal of Medicine. De 1996 à 2005, elle est directrice du programme de recherche sur le VIH de l'armée américaine au Walter Reed Army Institute of Research. À ce poste, Birx a contribué à diriger l'essai clinique du vaccin contre le VIH, RV 144. 

### Centres pour le contrôle et la prévention des maladies
Après avoir pris sa retraite du service militaire, Birx devient directrice de la Division du VIH/sida mondial (DGHA) des Centres pour le contrôle et la prévention des maladies, de 2005 à 2014. 

### Ambassadrice itinérante
En janvier 2014, Birx est nommée par le président Barack Obama, au poste de coordinatrice américaine de la lutte contre le sida dans le monde. Elle est confirmée par le Sénat et prête serment le 4 avril 2014. Elle décrit son rôle d'ambassadrice pour aider à atteindre les objectifs de prévention et de traitement du VIH fixés par Obama en 2015 pour mettre fin à l'épidémie de sida d'ici 2030.  

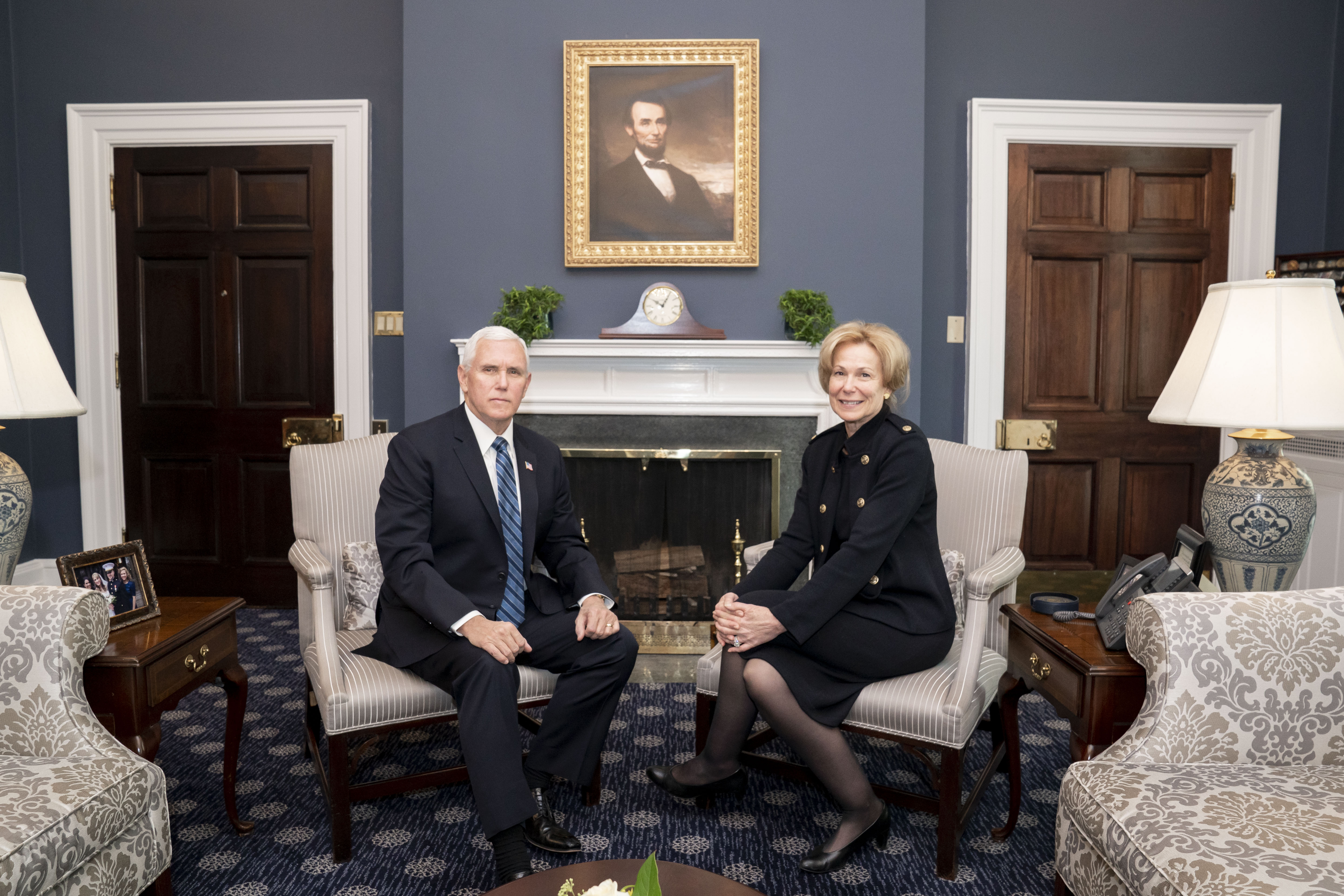
Birx avec le vice-président Mike Pence en mars 2020

### Coordinatrice de la Maison Blanche pour le coronavirus
Le 27 février 2020, le vice-président Mike Pence nomme Birx coordinatrice de la réponse de la Maison Blanche à la Task Force Coronavirus jusqu'à la prise de fonction du nouveau Président Joe Biden. Revenant alors sur cette période, elle reconnait que les messages du gouvernement sur la pandémie étaient colorés sous Trump par les exigences de la politique et notamment par la perspective des élections présidentielles de 2020, mais elle a nié avoir jamais caché toute information au public.

## Récompenses et honneurs
Birx a reçu deux Meritorious Service Medal ainsi que la Légion du Mérite pour ses compétences révolutionnaires en matière de recherche, de leadership et de gestion pendant son mandat au Ministère de la Défense des États-Unis. En 2014, elle reçoit la Médaille d’excellence William C. Watson, Jr. décernée par les Centres pour le contrôle et la prévention des maladies.  